# Jana Vinochodova
Jana Vinochodova (in russo Яна Виноходова?; traslitterazione anglosassone Yana Vinokhodova; 21 agosto 1987) è una bobbista russa.

## Biografia
Compete dal 2006 come frenatrice per la squadra nazionale russa. Debuttò in Coppa Europa a dicembre 2006 ed esordì in Coppa del Mondo all'avvio della stagione 2010/11, il 27 novembre 2010 a Whistler dove si piazzò all'undicesimo posto nel bob a due con Viktorija Tokovaja e colse il suo unico podio il 3 dicembre 2010 a Calgary dove giunse terza nella competizione a squadre.
Ha partecipato ai campionati mondiali di Sankt Moritz 2007 e di Altenberg 2008 piazzandosi in entrambe le occasioni al quinto posto nella competizione a squadre.

## Palmarès

### Coppa del Mondo
- 1 podio (nella gara a squadre):
  - 1 terzo posto.